# Burgess Hill
Burgess Hill (engelskt uttal: [ˌbɜːdʒəs ˈhɪl]
 ( lyssna)) är en stad och civil parish i grevskapet West Sussex i sydöstra England. Staden ligger i distriktet Mid Sussex, nära gränsen till East Sussex. Den är belägen cirka 15 kilometer norr om Brighton och cirka 61 kilometer söder om centrala London. Tätorten (built-up area) hade 33 352 invånare vid folkräkningen år 2021.